# TT322
La tombe thébaine TT 322 est située à Deir el-Médineh, dans la nécropole thébaine, sur la rive ouest du Nil, face à Louxor en Égypte.
C'est la tombe de Penchenabou, serviteur dans la Place de Vérité sous le règne de Ramsès II (XIXe dynastie).

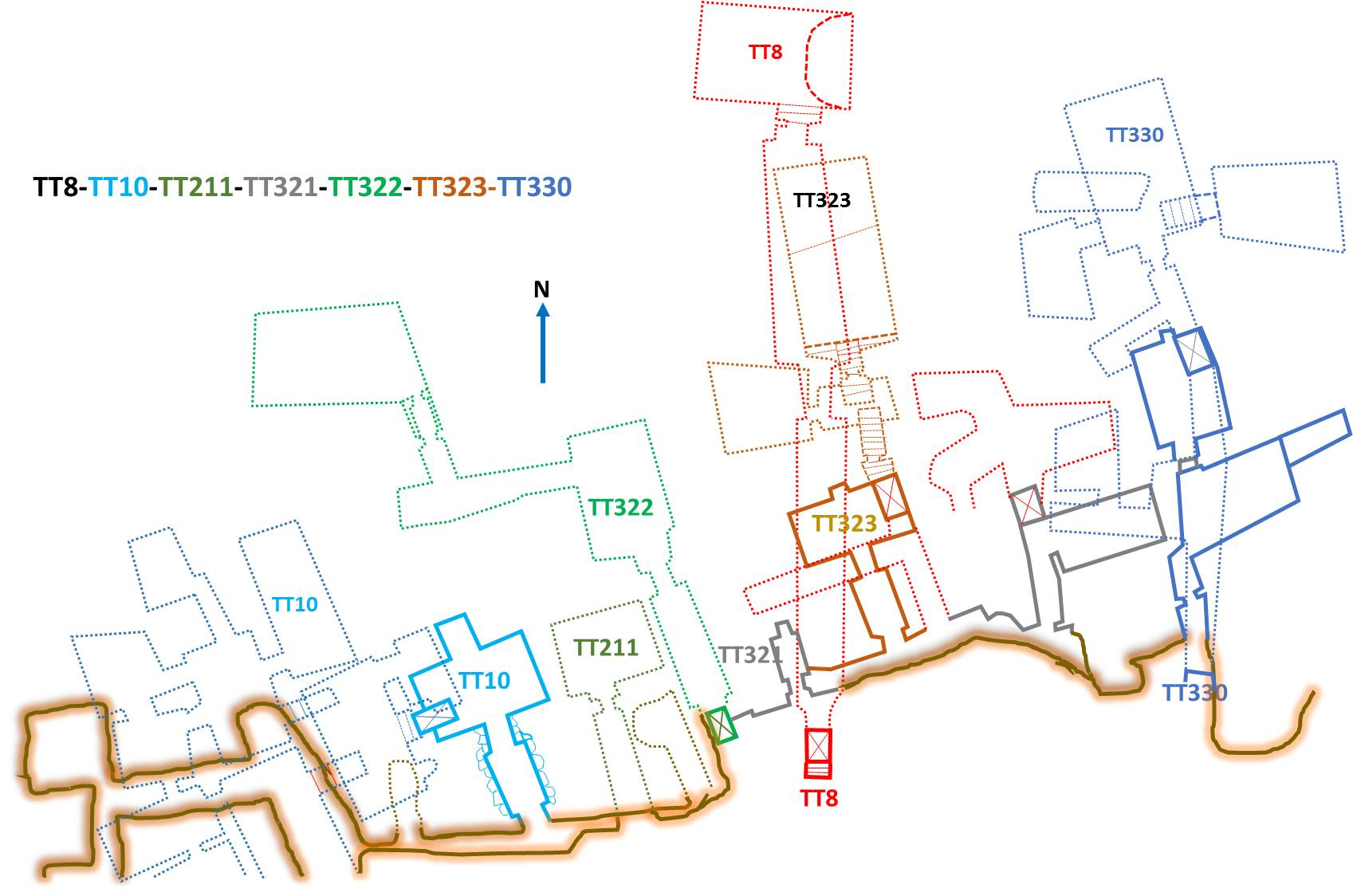
Plan schématique de la concentration et de la superposition des tombes TT8-10-211-321-322-323-330
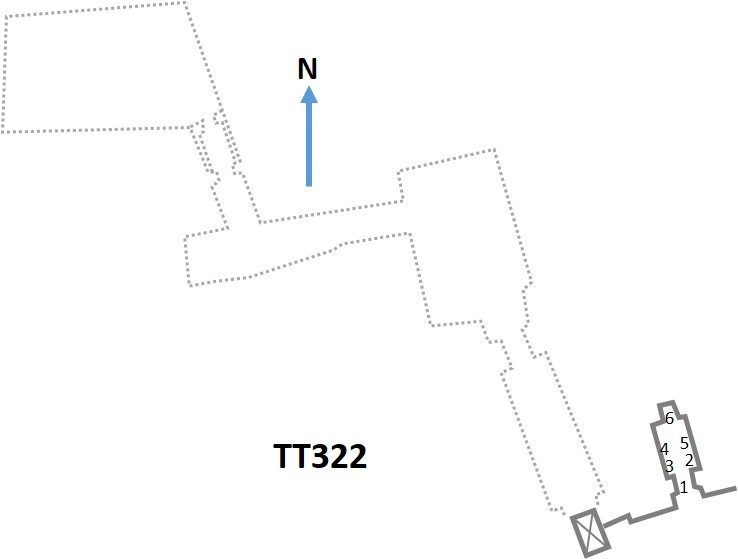
Plan du puits d'accès et de l'appartement souterrain de la tombe TT322
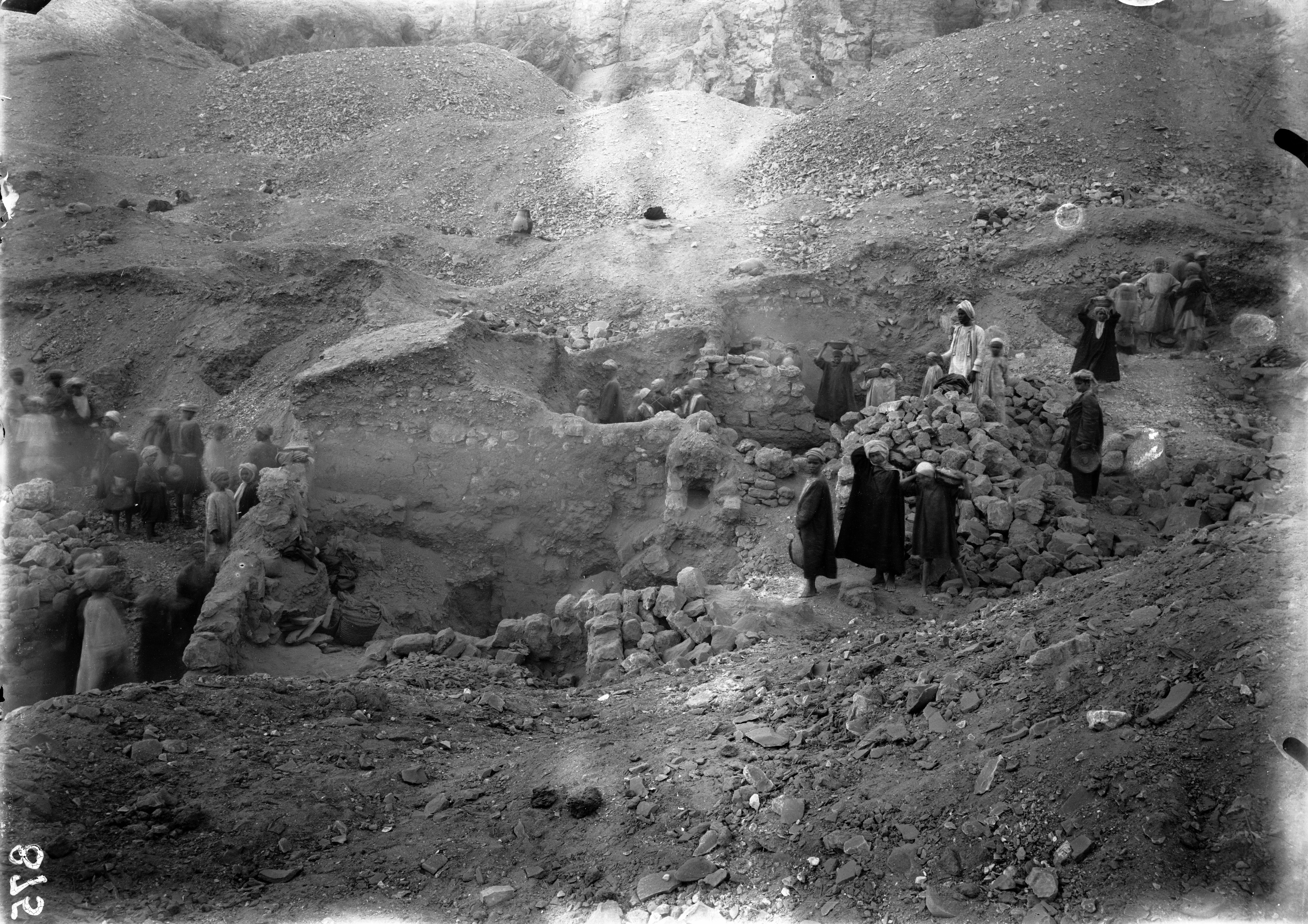
Fouilles dans la zone nord de la nécropole où seront découverts la chapelle et le tombeau de Kha et Merit (TT8). En arrière-plan, ci-dessus, l'entrée de la tombe TT322. Fouilles Schiaparelli, 1906.
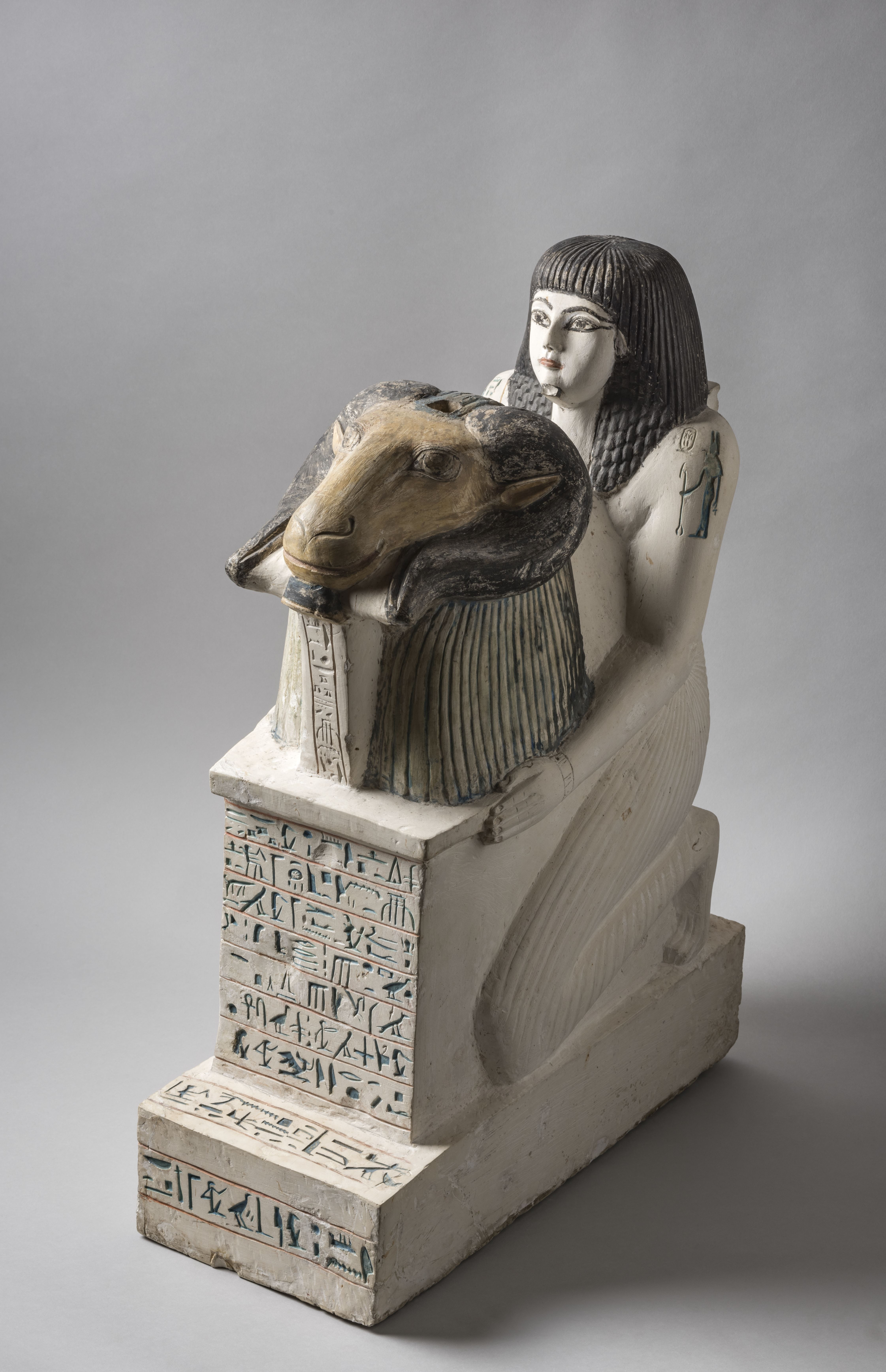
Statue de Penmerenab offrant un naos surmonté d'une tête de bélier. Entre 1292 et 1190 av. J.-C., Nouvel Empire. Museo Egizio, Turin, C. 3032.